# 34364 Katequinn
34364 Katequinn è un asteroide della fascia principale. Scoperto nel 2000, presenta un'orbita caratterizzata da un semiasse maggiore pari a 3,1693297 au e da un'eccentricità di 0,0519847, inclinata di 7,91659° rispetto all'eclittica.